# Самшитоцветные
Самшитоцветные (лат. Buxales) — порядок двудольных растений, включённый в кладу эвдикоты, входящую в состав клады Цветковые растения в системе классификации APG IV (2016) и более ранних.
К монотипному порядку Самшитоцветные относятся 6 родов и 130 видов растений.

## Ботаническое описание
Виды порядка Самшитоцветные — это древовидные или травянистые растения. Цветки растений однополые или раздельнополые. Растения однодомные или двудомные.
Виды порядка Самшитоцветные весьма гетерогенны.

## Классификация
По современной классификации APG IV порядок Самшитоцветные включает 1 семейство, 6 родов и 130 ботанических видов:
- Buxaceae Dumort. — Самшитовые

Ранее выделявшийся в отдельное семейство в составе порядка Самшитоцветные монотипный род Haptanthus Goldberg & C.Nelson в настоящее время включен в семейство Самшитовые.

### Таксономическое положение[1]
- Buxales Takht. ex Reveal., 1995 [1996], Phytologia 79(2): 72

Порядок Самшитоцветные включается в дочернюю кладу Эвдикоты клады Цветковые растения. Кладограмма в соответствии с Системой APG IV:
|  |                          |  |                                   | порядок Самшитоцветные |  | 1 семейство |  | 6 родов |  | 130 видов |
|  |                          |  |                                   | порядок Самшитоцветные |  | 1 семейство |  | 6 родов |  | 130 видов |
|  | клада Цветковые растения |  |                                   |                        |  |             |  |         |  |           |
|  |                          |  |                                   |                        |  |             |  |         |  |           |
|  |                          |  | ещё 63 порядка цветковых растений |                        |  |             |  |         |  |           |
|  |                          |  |                                   |                        |  |             |  |         |  |           |